# Drapeau de la Guinée
Le drapeau de la Guinée est le drapeau national et le pavillon national de la république de Guinée. Il a été adopté le 10 novembre 1958 après l’indépendance du pays.
Il se compose de trois bandes verticales, rouge, jaune et verte à partir de la hampe du drapeau.

## Signification des couleurs
Le rouge représente le sang de tous les martyrs versé pour la lutte contre l'occupation coloniale mais aussi pour l'indépendance du pays le 2 octobre 1958.
Le jaune représente les richesses du sous-sol Guinéen (or, bauxite, diamant, fer, uranium, etc.) et aussi le soleil.
Le vert (vert malachite) représente la végétation du pays (savane au Nord-Est et forêt au Sud-Est) et aussi l'Islam qui est la religion principale en Guinée.
Ces couleurs sont aussi les couleurs panafricaines. Le drapeau de la Guinée ne doit pas être confondu avec le drapeau du Mali qui comporte presque les mêmes couleurs dans l'ordre inverse (vert, jaune (or), rouge à partir de la hampe du drapeau).
La couleur verte du drapeau de la Guinée est d'un vert malachite tandis que celle du drapeau du Mali est d'un vert gazon.

## Utilisation

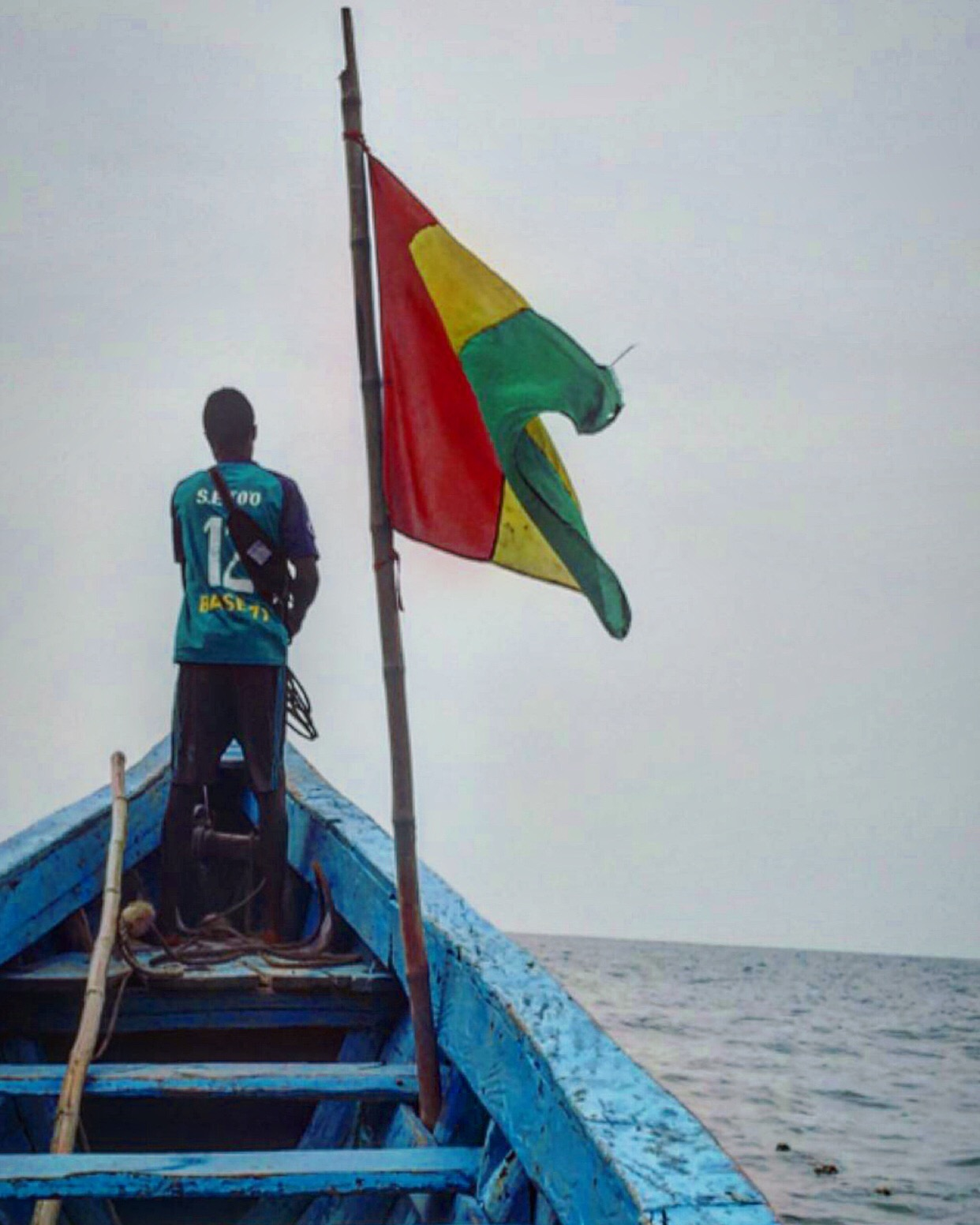
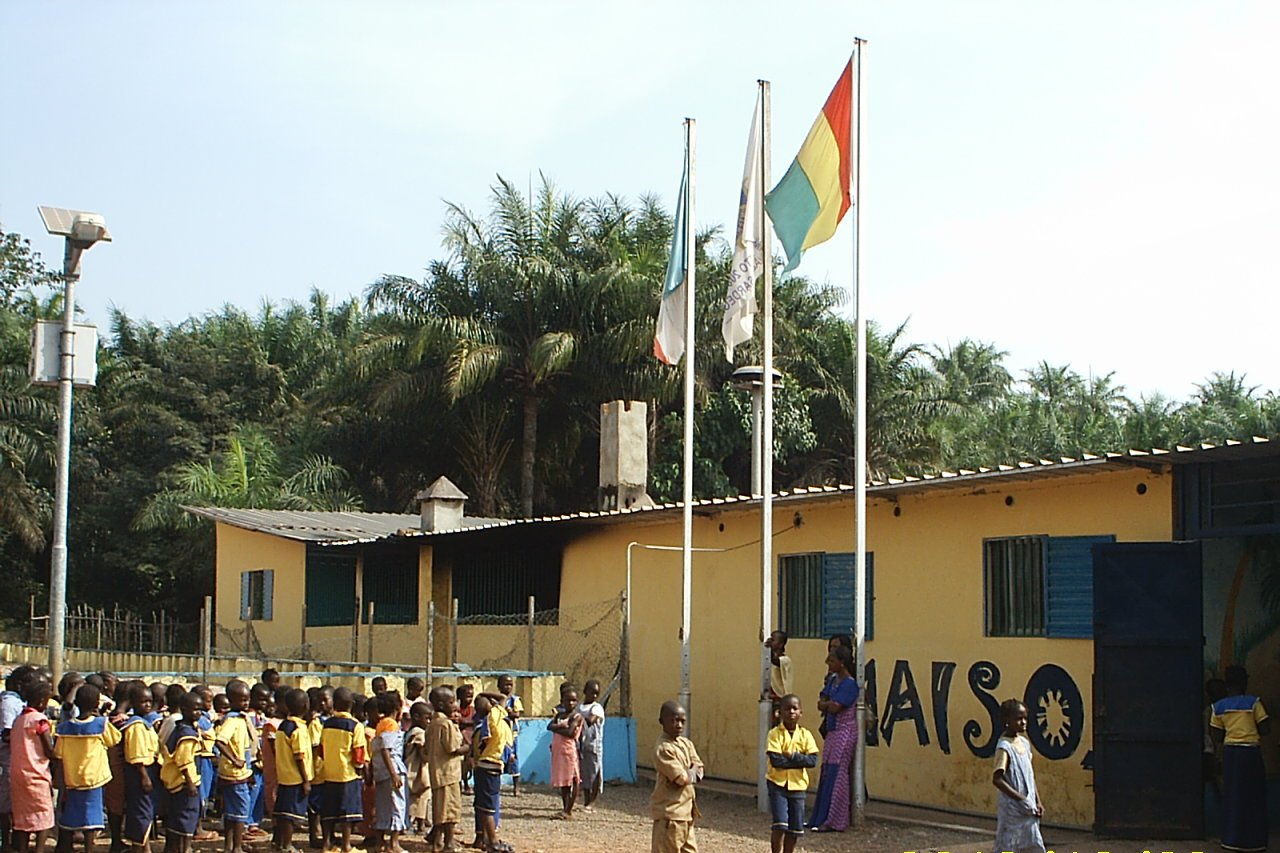
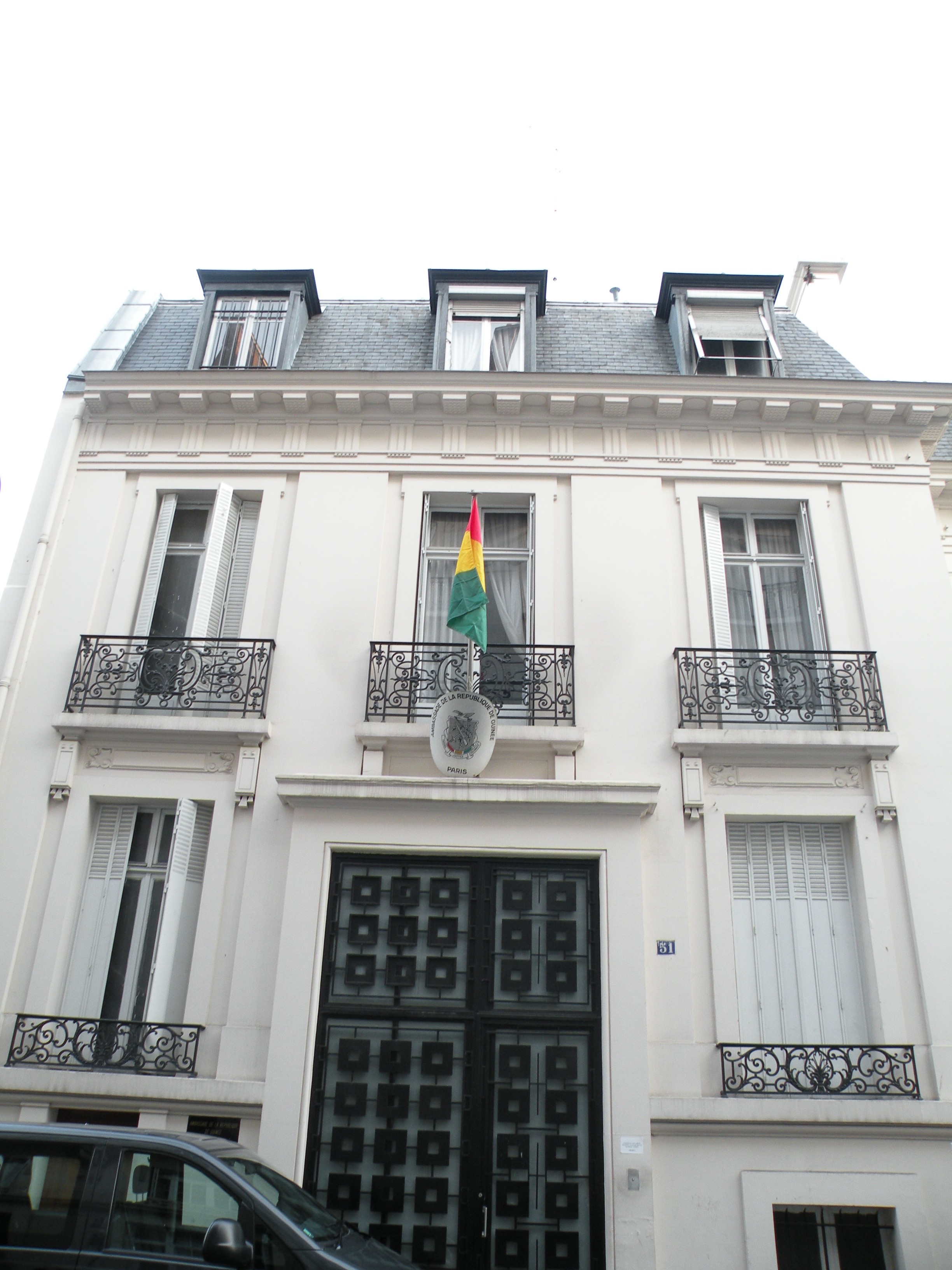
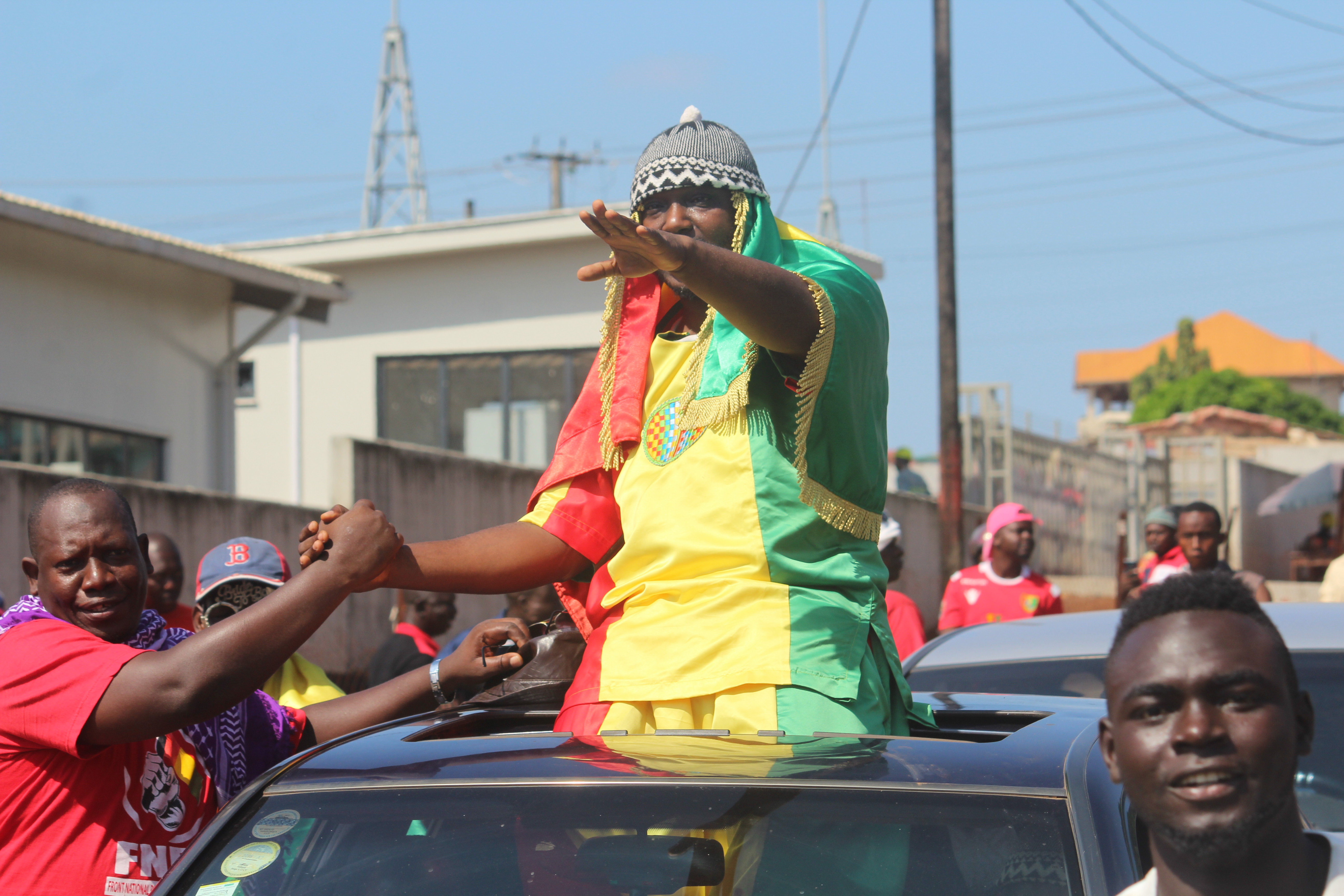